# Чхве Гю Ха
Чхве Гю Ха (кор. 최규하, 崔圭夏, Choe Gyu-ha, Ch'oe Kyuha; 16 липня 1919 — 22 жовтня 2006) — корейський державний і політичний діяч, четвертий президент і дванадцятий прем'єр-міністр Республіки Корея.

## Біографія
Народився в місті Вонджу, провінція Канвондо.
Зазнав значного впливу японської культури. Його дружина також отримала гарну освіту в Японії і не поступалася йому в розвитку інтелекту. Вона і її чоловік досі читали японські романи і газети. Представники корейської, як і тайванської інтелігенції, до такої ж міри перебували під впливом японців.
Був міністром закордонних справ країни в період з 1967 по 1971 і прем'єр-міністром з 1975 по 1979 роки.
Після вбивства Пак Чон Хі в 1979 році, Чхве, прем'єр-міністр країни в той час, став виконуючим обов'язки президента і пообіцяв народу прийняти нову конституцію і провести демократичні вибори. У грудні того ж року був безальтернативно обраний президентом країни за схемою, передбаченою Конституцією Юсин — колегією виборців з 2560 чоловік.
Але вже через кілька днів після президентських виборів 12 грудня 1979 генерал-майор Чон Ду Хван організував військовий путч проти уряду Чхве Гю Ха. Чон і його соратники швидко поміняли верхівку військового командування країни і до початку 1980 року взяли контроль над урядом.
У квітні 1980 року під тиском Чон Ду Хвана і інших політиків Чхве Гю Ха призначив Чон Ду Хвана главою Національного агентства розвідки, давши йому величезну владу. У травні Чон Ду Хван ввів воєнний стан і став де-факто главою країни. На той час в країні почалися студентські хвилювання, апофеозом яких стало повстання у Кванджу, жорстоко придушене силами Чон Ду Хвана.
Незабаром після цього Чон Ду Хван офіційно змінив Чхве Гю Ха на посаді президента країни. Чхве після відставки не став продовжувати політичну діяльність.